# Traxxas

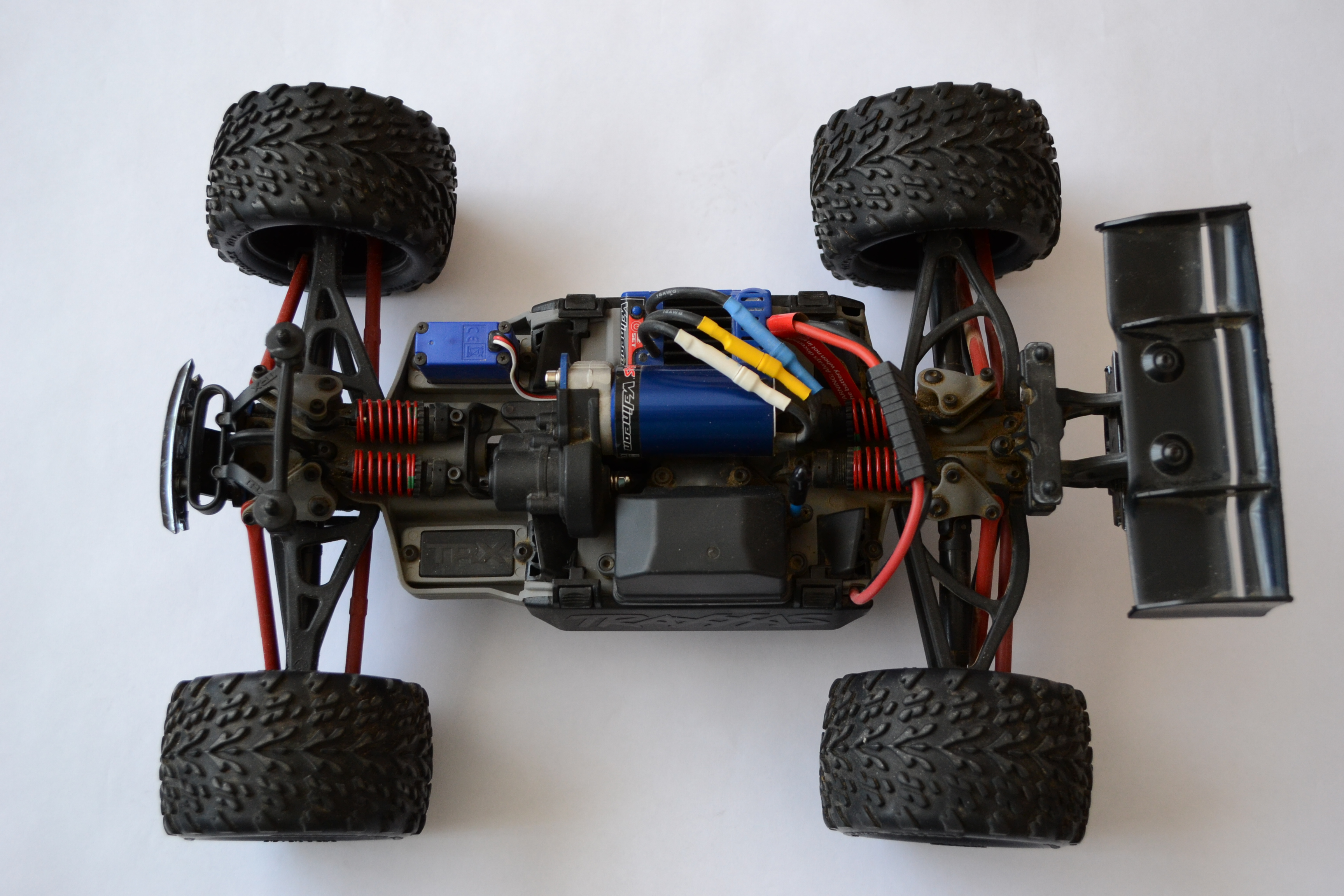
Traxxas E-Revo VXL

Traxxas – producent modeli sterowanych radiowo z siedzibą w McKinney w Teksasie. Oferuje modele samochodów terenowych, pojazdów przeznaczonych na drogi, drony oraz łódki zasilane elektrycznie lub nitrem.

## Historia
W 1987 roku Traxxas zaczął sprzedawać serię elektrycznych wózków stadionowych i modeli buggy. W 1989 roku Traxxas wypuścił swoją pierwszą łódź sterowaną radiowo. W 1999 roku Traxxas wypuścił swój pierwszy pełnowymiarowy model monster trucka.

## Modele
Traxxas produkuje modele w skali 1:6, 1:7, 1:10, 1:16, 1:18.

## Sponsoring
Traxxas wystawiał swój zespół w serii Stadium Super Trucks, a jego kierowcą był m.in. Matthew Brabham. Przedsiębiorstwo sponsorowało zespół John Force Racing w wyścigach typu drag racing NHRA, a także Toyotę Tundrę #18 Kyle’a Buscha w NASCAR Camping World Truck Series. Traxxas był także sponsorem tytularnym serii TORC.